# Shōtarō Ishinomori
Shōtarō Ishinomori (jap. 石ノ森章太郎 Ishinomori Shōtarō; * 25. Januar 1938 in Ishinomori, Miyagi, Japan; † 28. Januar 1998) war der Künstlername des japanischen Manga-Zeichners Shōtarō Onodera (小野寺太郎), der auch als Shōtarō Ishimori (石森章太郎) bekannt war. Er wurde oft als „König des Manga“ (漫画の王様 Manga no Ōsama) bezeichnet und gilt als der Begründer des Sentai-Genres. Sein bekanntestes Werk ist Cyborg 009.

## Leben und Werk
Shōtarō Onodera wurde 1938 als ältester Sohn von sechs Kindern geboren. Er wuchs in dem Ort Ishinomori auf und besuchte die Sanuma-Oberschule. Beeinflusst von den Werken des Manga-Zeichners Osamu Tezuka schickte er als Schüler einige Arbeiten an die Zeitschrift Manga Shōnen, wo 1954 sein erster Manga veröffentlicht wurde. Nach dem Schulabschluss zog er nach Tokio, um unter dem Pseudonym Shōtarō Ishinomori das Zeichnen professionell auszuüben. Da Ishinomori fälschlicherweise oft als Ishimori ausgesprochen wurde, war er bald auch als Shōtarō Ishimori bekannt (1985 änderte er schließlich die Schreibweise seines Familiennamens, damit dieser eindeutig als Ishinomori zu identifizieren war). In Tokio wohnte er in Tokiwa-so, einem mehrgeschossigen Wohnhaus, in dem auch andere populäre Mangaka wie Osamu Tezuka, Fujio Akatsuka und das Zeichnerduo Fujiko Fujio lebten.
Zunächst zeichnete Ishinomori hauptsächlich Manga für Mädchen (Shōjo), der Erfolg blieb jedoch aus. Ab Ende der 1950er-Jahre erzielte er mit Shōnen-Manga wie Yūrei Fune und Kaitō Harimao erste Erfolge. Die ab 1964 erschienene Serie Cyborg 009 brachte schließlich den Durchbruch und wurde sein bekanntester Manga. Cyborg 009 erschien bis 1986 in mehr als zehn verschiedenen Manga-Magazinen (darunter Shōnen Magazine und COM) und wurde auch in Form von Fernsehserien und Kinofilmen (jeweils sowohl als Anime als auch mit realen Schauspielern) umgesetzt.
Bereits 1966 schuf Ishinomori mit Sabu to Ichi Torimonohikae einen weiteren Erfolg. Zu dieser Zeit zeichnete er bis zu 500 Comicseiten pro Monat, ein Rekord, der wohl von keinem anderen Zeichner weltweit jemals erreicht worden ist. 1971 veröffentlichte er Kamen Rider, dessen Umsetzung als Fernsehserien mit kostümierten Charakteren und Spezialeffekten zu einem großen Erfolg wurde. Weitere erfolgreiche Manga entstanden mit Kikaider, Himitsu Sentai Goranger (der Durchbruch für das Sentai-Genre) und Ganbare! Robocon. Oft verwandelt sich der Protagonist in diesen Serien von einem normalen Jungen in einen Superhelden.
In den 1980ern beschränkte sich Ishinomori nicht mehr auf Shōjo- und Shōnen-Manga, sondern veröffentlichte seine Werke vor allem in Manga-Magazinen für erwachsene Leser (Seinen).
Von 1986 bis 1988 zeichnete er mit dem später in vier Bänden zusammengefassten Werk Manga Nihon Keizai Nyūmon (マンガ日本経済入門) eine ausführliche Darstellung des japanischen Wirtschaftswesens und begründete damit das Genre des Sach-Manga. Diese Geschichte wurde weltweit veröffentlicht (u. a. als Les secrets de l'économie japonaise en bande dessinée in Frankreich und als Japan Inc. in den USA), der erste Band erschien im Februar 1989 unter dem Titel Japan GmbH auch auf Deutsch. Seinen zweiten großen Sach-Manga schuf Ishinomori von 1989 bis 1993 mit Manga Nihon no Rekishi, ein über 10.000 Seiten umfassender Überblick über die japanische Geschichte.
Sein letztes großes Werk Hotel blieb durch seinen Tod 1998 unvollendet, da Ishinomori im Alter von 60 Jahren an Herzversagen starb.

## Wirkung
Ishinomori hatte einen großen Einfluss auf andere Manga-Zeichner; darunter Go Nagai, der auch als Assistent bei ihm arbeitete, und Hideo Azuma, der „Erfinder“ des Lolicon-Manga-Genres.
Auf Basis von Ishinomoris Kikaider schuf der Mangaka Meimu den Manga Kikaider Code 02, der auf Deutsch von 2002 bis 2003 bei Planet Manga erschien.

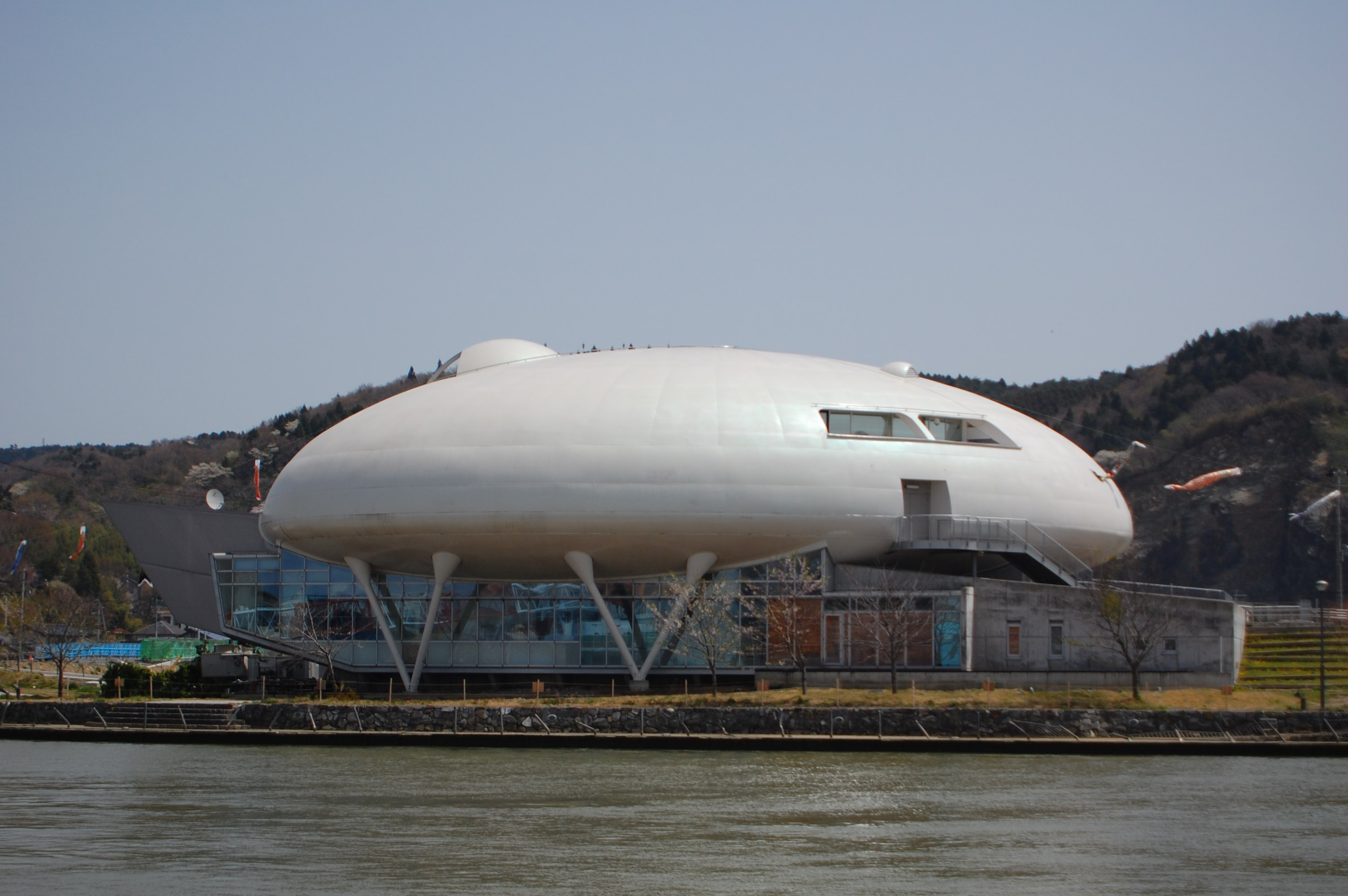
Das Ishinomori Mangattan Museum in Ishinomaki.

In Ishinomaki, einer Stadt in Ishinomoris Heimatpräfektur Miyagi, wurde ein Museum zu seinem Leben und seinem Werk eröffnet. Das Museum trägt den Namen Ishinomori Mangattan Museum.
Von Februar 2006 bis November 2008 plant der Kadokawa-Shoten-Verlag eine gesammelte Veröffentlichung all seiner Werke in 502 Bänden, ähnlich der Gesamtausgabe von Osamu Tezuka.

## Auszeichnungen
Ishinomori erhielt im Laufe seiner Karriere viele Preise:
- 7. Kodansha-Preis (1967) für Cyborg 009 und Mutant Sabu
- 13. Shōgakukan-Manga-Preis (1968) für Sabu to Ichi Torimonohikae und Jun
- 33. Shogakukan-Manga-Preis (1988) für Hotel und Japan GmbH
- 17. Japan Cartoonists Association Award (1988) für Japan GmbH
- 2. Osamu-Tezuka-Kulturpreis (1998) in der Kategorie Spezial-Preis

## Werke (Auswahl)
- Nikyū Tenshi, 1954–1955
- Terebi Kozou, 1959–1962
- Yūrei Fune, 1960–1961
- Kaitō Harimao, 1960–1961
- Cyborg 009, 1964–1986
- Rainbow Sentai, 1965
- Mutant Sabu, 1965–1967
- Sabu to Ichi Torimonohikae, 1966–1996
- Jun, 1967–1969
- 009 no 1, 1967–1970
- Ryū no Michi, 1969–1970
- Skull Man, 1970
- Kamen Rider, 1971
- Kikaider, 1972–1974
- Ganbare! Robocon, 1974–1975
- Himitsu Sentai Goranger, 1975–1976
- Gilgamesh, 1976–1977
- Gringlass, 1983–1984
- Kewaishi, 1983–1984
- Hotel, 1984–1998
- Japan GmbH, 1986–1988
- Manga Nihon no Rekishi, 1989–1993